# Complexo Industrial da Mina de Carvão de Zollverein
Complexo Industrial da Mina de Carvão de Zollverein é um antigo lugar industrial na cidade Essen, no estado federal de Renânia do Norte-Vestfália , na Alemanha. Tendo sido inscrito pela Unesco na lista de sitios como Patrimônio da Humanidade desde 14 de dezembro de 2001, é um dos pontos mais importantes da Rota Européia da Gerência Industrial.
A primeira mina de carvão no lugar foi fundada em 1847, sua vida extractiva vai desde 1851 até em 23 de dezembro de 1986. Durante décadas, começando a finais dos anos cinquenta, as duas partes do sítio, a Mina de Carvão Zollverein e a Fábrica de Coque Zollverein (construída entre 1957 e 1961, fechada em 30 de junho de 1993), estiveram entre as maiores do  seu gênero na Europa.
O Poço 12, construído em estilo Bauhaus, foi aberto em 1932 e é considerado uma obra mestra arquitetônica e técnica, tendo ganho reputação como a mina de carvão mais charmosa do mundo.